# Masantol
Masantol ist eine philippinische Stadtgemeinde in der Provinz Pampanga. Sie hat 57.063 Einwohner (Zensus 1. August 2015).

## Baranggays
Masantol ist politisch in 26 Baranggays unterteilt.
| - Alauli - Bagang - Balibago - Bebe Anac - Bebe Matua - Bulacus - San Agustin (Caingin) - Santa Monica (Caingin) - Cambasi - Malauli - Nigui - Palimpe - Puti | - Sagrada (Tibagin) - San Isidro Anac - San Isidro Matua (Pob.) - San Nicolas (Pob.) - San Pedro - Santa Cruz - Santa Lucia Matua - Santa Lucia Paguiaba - Santa Lucia Wakas - Santa Lucia Anac (Pob.) - Sapang Kawayan - Sua - Santo Niño |

## Persönlichkeiten
- Roberto Calara Mallari (* 1958), katholischer Geistlicher, Bischof von Tarlac